# Noctivox bolivari
Noctivox bolivari is een rechtvleugelig insect uit de familie krekels (Gryllidae). De wetenschappelijke naam van deze soort is voor het eerst geldig gepubliceerd in 1947 door Lucien Chopard.